# 太史慈
太史慈（166年—206年），字子義，東萊郡黄縣（今山東省龍口市）人，重信守義，弓馬熟練，箭法精良，東漢末年諸侯群雄孔融的客將，曾經為了報答對其母有恩的北海相孔融，而在黃巾軍包圍下單騎突圍向平原相劉備求援。後南下渡江投靠於同鄉的揚州牧劉繇，在神亭嶺一戰跟孫策單挑不分勝負，後劉繇敗於孫策後，率眾歸降孫策，助其平定江東一帶，其義名聲望連丞相曹操都以當歸欲招攬之，但太史慈仍然選擇效忠孫策。在劉繇病逝後，收攏士卒率部投靠的太史慈，在孫策、孫權的麾下，因其身份是依附於孫家的盟友與諸侯，所以凌駕於十二虎臣，(另與劉繇、士燮並傳)；於赤壁之戰前病逝，死時四十一歲。

## 生平

### 為郡避禍
因當時東萊郡府與青州州府之間有爭執，都向上級繳交奏章，但中央上級只會受理先到的奏章，所以奏章先上呈者有利。而當時拿著州府奏章的使者已經在前往洛陽的路上了，太史慈日夜兼程趕往洛陽門口，才開始求通上章。太史慈假意問州府使者問道：「你也是前來欲求通章的嗎？」州府使者答道：「是的。」太史慈又問：「那你奏章在哪裡？」州府使者答道：「在車上。」太史慈便說：「奏章題署之處確然無誤嗎？可否借我看一下。」州府使者並不知道太史慈乃是東萊人，便取出奏章給太史慈。誰知太史慈先已藏刀於懷，取過奏章，便提刀砍壞奏章。州府使者大驚高呼，叫道：「有人毀壞我的奏章！」太史慈便將州府使者帶至車間，跟他說：「假使你沒有取出州章給我，我也不能將其損壞，我們的吉凶禍福恐怕都會相等無免，不見得只有我獨受此罪。與其坐而待斃，不如我們一同出城逃亡，至少可以保存性命，也不必受刑罰。」州府使者疑惑地問太史慈：「你為本郡而毀壞我的奏章，已經成功，怎麼也要逃亡？」太史慈便答：「我初時受本郡所遣，只是負責來視察你們的奏章是否已經上繳通報而已。但我所做的事卻太過激烈，以致損毀公章。如今即使見還，恐怕亦會因此見受譴責刑罰，因此希望一起逃去。」州府使者相信太史慈所言，乃於即日俱逃。但太史慈與州府使者出城後，卻偷跑回城通傳郡章，完成郡府的使命。州府知道後，便再派遣另一位使者前往洛陽通章，但有卻以先得郡章的原因，不復查察此案，於是州府受其短。太史慈由是知名於世，但太史慈也被州府所仇視的人物，為免受到無妄之災，於是舉親往北逃至遼東郡。至此太史慈的名氣響遍青州。

### 助友脫難
初平二年（191年）當時北海郡太守孔融，推舉邴原為有道，他以黃巾賊還方盛崛起，天下不寧而與同郡好友劉政一同避難到遼東。遼東太守公孫度對劉政有成見，欲將其殺之，遣部屬抓之，未果，收監其家人，並下達通緝。劉政走投無路，跑到邴原家。邴原收留了他一個多月，恰逢太史慈經過，而將劉政託付於他。待他們走遠，邴原前往勸說公孫度將劉政之家人放出來。

### 北海報恩
北海郡太守孔融聽聞此事後十分稱奇，對太史慈逐漸深感興趣，於是多次派人照顧太史慈的母親，並奉送贈禮作為致意。恰逢此時孔融為對付黃巾軍，出兵屯於都昌，卻被黃巾軍賊領管亥所圍困。太史慈從遼東返家，母親對他說：「雖然你和孔北海未嘗相見，但自從你出行後，孔北海對我贍卹殷勤，比起故人舊親，有過之而無不及；他如今方為賊軍所圍困，你應該前往起身幫助孔北海。」於是太史慈留家三日後，便獨自徑往都昌而行。當時賊圍尚未太密，於是太史慈乘夜伺隙，衝入城裏見到孔融，更要求他出兵討賊。孔融不肯聽其意見，只想一心等待外援。但外援未到，而賊軍包圍日漸逼近。孔融乃欲告急於鄰近的平原令、平原相劉備，可惜城中無人願意突出重圍，太史慈便自告奮勇請求作為使者出城。孔融便說：「現今賊軍圍困甚密，眾人皆說難以突圍，你雖有壯志，但這始終是太艱難的事了？」太史慈答道：「昔日大人傾意照料家母，家母感戴大人恩遇，方才讓我來相助大人之急；這是因為我應有可取之處，此來必能有益於大人。如今眾人說不可突圍，如果我也說不可，這樣豈是大人所以愛顧之情誼和家母所以遣我之本意呢？如今情勢危急，希望大人不要懷疑我。」孔融這才同意其事。
太史慈嚴裝飽食，天明之後，太史慈便攜帶箭袋，攝弓上馬，引著兩個隨從，自隨身後，各拿著一座箭靶，開門直出城門。包圍在城外的賊眾皆十分驚駭，兵馬互出防備。但太史慈只引馬來至城壕邊，立好箭靶，出城練習射靶，練習射靶完畢，便入門回城。明晨也是如此，包圍在城外賊軍有人站起戒備，也有人躺臥不顧，於是太史慈再立好箭靶，習射完畢，再入門回城。明晨亦是日復一日，城外包圍的賊眾人，覺得太史慈每日出城射箭，逐漸習以為常，再也沒有站起戒備，於是太史慈見賊軍戒備鬆懈，整頓盔甲策馬揮鞭突出重圍揚長而去。待賊軍查覺知道時，太史慈已經突出重圍，回顧拿取弓箭射殺數人，皆應弦而倒，因此無人敢去追趕。
太史慈抵達平原郡，便向劉備遊說：「我太史慈，乃是東萊郡鄉下之人，我與北海孔融並無骨肉之親，也並不是鄉黨之友，只是因為慕名同志而相知，我有替他分災共患之情義。方今管亥暴亂，北海城被圍困，城中孤立無援，情勢危在旦夕。久聞劉使君向來素有仁義之名，更能救人於急難，因此北海孔融正盼望著使君您的貴助，更使我太史慈願意冒刀刃之險，突破重圍，從萬死之中託言於使君，惟望使君存知此事。」劉備驚訝答道：「北海孔融也知道世間有我劉備嗎！」即時派遣精兵三千人隨太史慈返回都昌。賊軍聞知援兵已到，都忙解圍逃散而走。孔融得濟無事，更加重視太史慈，說道：「你真是我的少友啊。」事情過後，太史慈回去見其母，其母也說：「我很高興你有報答北海孔融啊！」

### 神亭單挑

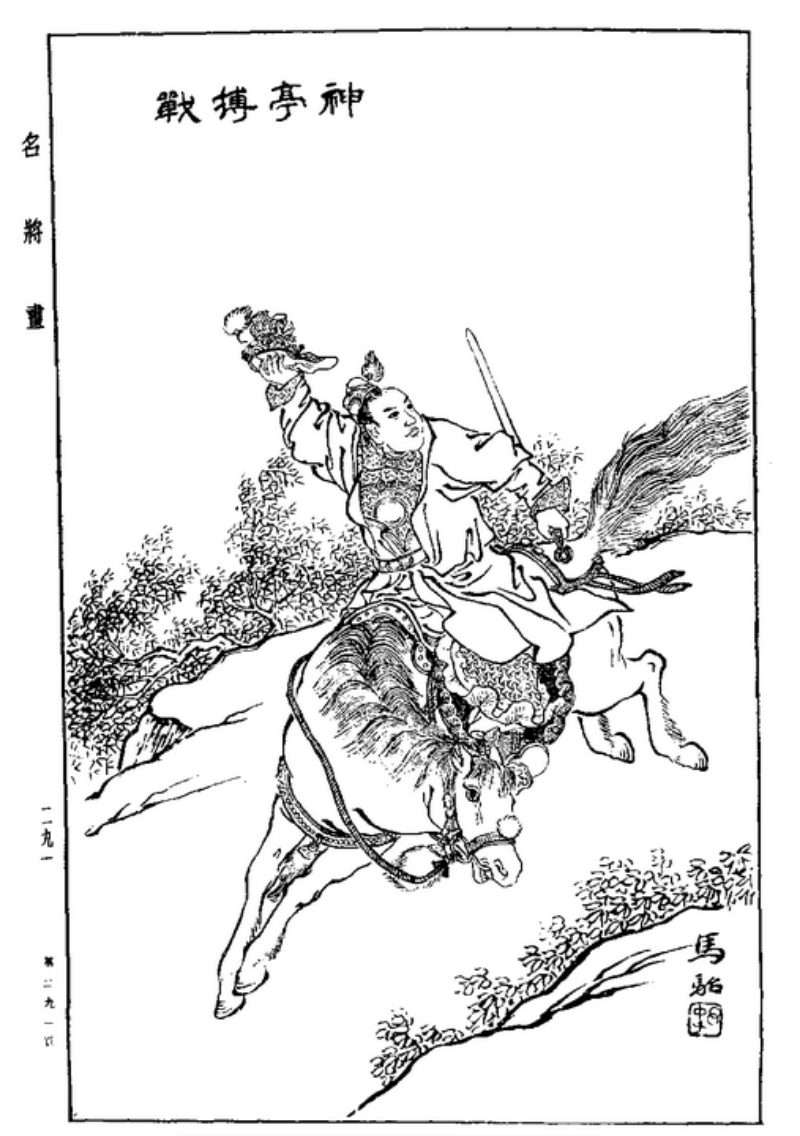
太史慈神亭搏戰

興平二年（195年），離開遼東後，本想見同為東萊郡的揚州刺史劉繇，於是來到曲阿，卻見到平定江東的孫策軍已至，部下勸告劉繇可以太史慈為大將軍，劉繇說：「如果我重用太史慈，許劭不會取笑我嗎？」當時太史慈不被重用，只負責擔任前線軍情偵察。當時他獨自與一騎卒來到神亭，遇見孫策，孫策身邊的十三從騎都是韓當、宋謙、黃蓋之輩的虎將，太史慈卻仍然鼓起勇氣上前與之決鬥，孫策與他單挑。孫策刺下太史慈的馬，而攬得太史慈項上手戟，太史慈亦得孫策兜鍪。剛巧兩家兵騎並各來赴，方才作罷。

### 信義篤烈

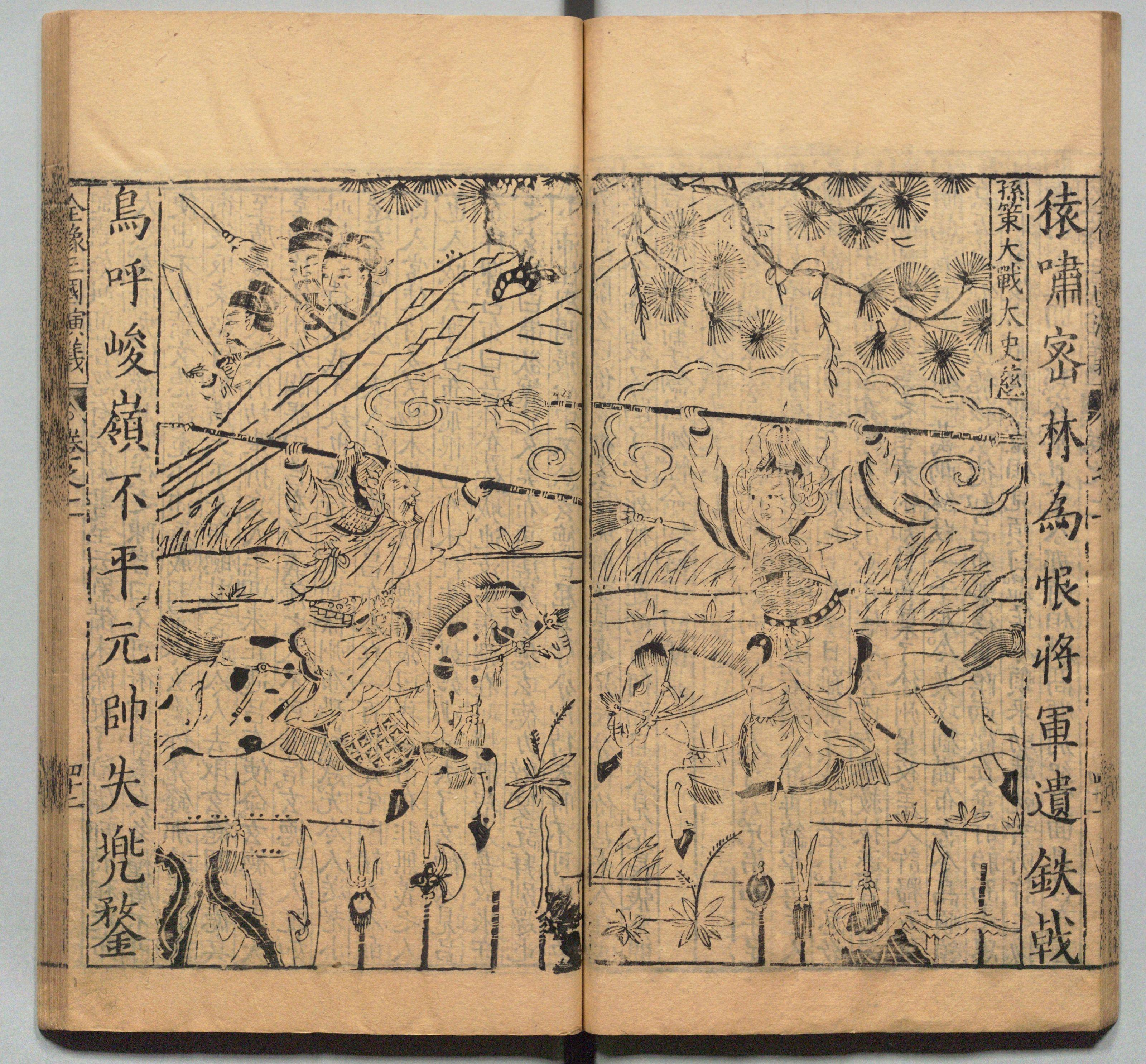
周曰校插图版《三国志通俗演义》中的孙策大战太史慈

後來劉繇與太史慈不敵孫策，劉繇而逃入蕪湖，躲藏於山中，稱丹楊太守。當時孫策已平定宣城以東，惟涇水以西六縣未服。太史慈則前往涇縣，建立屯府，多數為山越所依附。
太史慈頑強抵抗之下，最後仍被孫策俘虜。孫策即時解開其困縛，捉其手說：「還記得在神亭認識你，如果你當時將我擒獲，你將會如何處置我？」太史慈說：「不可知也。」孫策大笑曰： 「今日起，我當與你共闖天下。」孙策署太史慈門下督。孫策相當重視太史慈，決定收攬他。劉繇敗走後，尚有餘眾萬多軍卒未降，太史慈便受命前往安撫。左右皆說：「太史慈必北去而不還了。」孫策卻深具信心地說：「子義他捨棄了我，還可以投奔誰呢？」更替其餞行送別至昌門，臨行把著太史慈的手腕問：「何時能夠回來？」太史慈答道：「不過六十日。」孫策問太史慈道：「孤聞知卿昔日為郡太守劫州章，義助於孔文舉（孔融），請援於劉玄德（劉備），都是有烈義的行為，真是天下間的智士，但所託卻未得其人。射鉤斬袪，古人不嫌（管仲原是齊公子糾的屬下，曾引弓射中公子小白〈齊桓公〉的鉤帶，然而小白日後仍以管仲為相；晉文公曾出走奔翟，晉獻公遣寺人披追之，更斬下重耳的衣袖，然而重耳仍能容赦寺人披）。孤是卿的知己，卿千萬別憂慮會不如意啊。」又說：「龍要高飛騰空，必先階其尺木。」太史慈果然如期而返。孫策授予其兵权，拜折冲中郎将。孙策收复祖郎后，军还，祖郎与太史慈俱在前导军，軍中眾人皆以为荣。

### 貫手著棼
太史慈隨孫策討伐麻保賊時，有一敵將於城樓上攬著城上樑木，向孫策軍大肆罵陣怒罵，太史慈便引弓往城樓上面射，一箭貫穿叫罵敵人的手，箭矢正中城樓短樑柱，將其固定樑柱上，孫策軍中眾將紛紛稱讚，弓術如此精準，貫手著棼更成為千古佳話。

### 駐守建昌
後來數次作亂於艾縣、西安縣、攸縣一帶的劉表從子劉磐與麾下黃忠共守長沙郡攸縣。孫策分海昏、建昌設左右六縣，委任太史慈為建昌都尉，主治海昏，並督各將還擊以驍勇著稱的劉磐。太史慈成功鎮服守地，令劉磐與黃忠絕跡江東，不再為禍作亂。甚至連曹操都曾因聞其名而與他通信，並於信件中夾著當歸，示意要招攬太史慈，但太史慈都沒有加以理會。
孫權統事後，因太史慈能制劉磐，便將管理南方的要務委託給他，時建安八年（203年）。

### 英雄辭世
建安十一年（206年）逝世，享年四十一歲。《吴书》曰：太史慈临亡叹息曰：「丈夫生世，当带七尺之剑，以升天子之阶。今所志未从，奈何而死乎！」权甚悼惜之。死後職務由程普接替。
死後下葬地有三種說法，真正葬地，至今仍謎。

一。傳死後被孫權厚葬於北固山，而現鎮江北固山太史慈墓也是唯一被官方以文物式保護的太史慈墓，

　　但亦有人指，極有可能只是其後人所立之衣冠冢。

　　葬於北固山最早史料出處為清代的《北固山志》，記載同治九年趙應珪等人立太史慈墓碑於北固山下。

　　而之所以會有葬於北固山一說，最早記載是出現小說三國演義，所以極有可以是清代後人有誤而立之碑。

　　北固山一墓多次被毀，1966年被盜，無發現任何文物，現今是1985年重建、2013修緝後的墓碑。

二。按清縣志記載所云，葬於今太史湾村，即浙江湖州。

　　此說法出自唐代《石柱記》的碑文，上面疑刻有烏程（古縣名，今湖州）有吳丹陽太守芜湖侯太史慈之墓之意，

　　因此也在清代時被收入清縣志。

　　但此說法的疑處在於太史慈被納之爵位，東吳建立後才有芜湖侯，名徐盛，

　　故，太史慈卒於建安十一年，連孫策都仍未被封為長沙桓王，太史慈更沒有可能被封侯。

三。葬於江西奉新。 

　　最早記載於南宋時期地方志，後，清康熙年間於【江西通志】更有明確記載：【太史慈墓在奉新縣南鄉十都】，

　　當地亦有更多相關傳說與地名，太史慈更於宋代被奉新人建感古廟，封為靈惠侯，後於清年間封為廣佑靈惠神。

## 軼話
- 太史慈身長七尺七寸（184.8cm。吳一尺應為24cm[9]，漢一尺為23.1cm，故太史慈身長七尺七寸應為184.8cm，184.8cm亦相等於漢尺八尺。）有美鬚髯，年少好學，猿臂善射，弦不虛發。其箭術相當了得，享譽當代，他在北海為孔融求援時，曾帶弓箭衝突黃巾重圍，當黃巾軍隊上前包圍太史慈，他引弓射殺數人，箭無虛發，令黃巾賊不敢再追。投降孫策後，某次太史慈隨孫策討伐麻保賊時，有一敵將於城樓上攬著城上樑木，向孫策軍大肆叫罵，太史慈便引弓一射，一箭貫穿敵人的手，直中樓中短樑，弓術如此精妙，此「貫手著棼」一事更成為千古佳話。[10]太史慈畢生展現了多方面的才能，其智勇雙全的表現，可謂一代名將。而他盡義守信的性格，更是為古今所稱道，既能報恩於孔融，又能守諾於孫策，均可見其為人磊落。然而壽命不長，所以臨終有「所志未從，奈何而死」的遺憾。
- 《全唐詩·卷七百六十七》中載孫元晏有一首寫太史慈的詩：「聖德招賢遠近知，曹公心計卻成欺。陳韓昔日嘗投楚，豈是當歸召得伊。」

## 後人
- 太史享，太史慈之子。官至越騎校尉，仍曾任尚書、吳郡太守。
- 太史叔明，太史慈後世孫，與江東豪門吳興沈氏結親，南朝梁博學之士。

## 艺术形象

### 《三國演義》
《三國演義》中初登場為第十一回「劉皇叔北海救孔融，呂溫侯濮陽破曹操」，後來表現與《三國志》中沒有太大分別，但其死亡時間卻往後調了數年。於群英會、赤壁之戰中，太史慈也有登場，先在群英會上為周瑜擔任監酒官，於赤壁戰中則負責繞到曹軍背後，斷絕來自合肥的曹軍援兵。後來太史慈更於合肥之戰一役中大戰魏將張遼，可惜其所獻的「裡應外合」之計被張遼悉破，張遼更將計就計，安排伏兵，襲擊進入合肥城的太史慈，令太史慈身中數箭，回營後傷重身亡。書中更有一首五律詩句作贊：「矢志全忠孝，東萊太史慈。姓名昭遠塞，弓馬震雄師。北海酬恩日，神亭酣戰時。臨終言壯志，千古共嗟咨。」

### 影视形象
- 1994年电视剧《三国演义》：李洪涛、陈之辉饰演太史慈
- 1996年电视剧《关公》：张文进饰演太史慈
- 2009年电视剧《終極三國》：黃壯為饰演太史慈
- 2017年电视剧《終極三國2017》：李若焱饰演太史慈

### 漫畫遊戲
- 真三國無雙系列 / 無雙OROCHI系列（光榮公司開發，掛川裕彥配音）
- 《蒼天航路》（王欣太）
- 《火鳳燎原》（陳某）: 設定於劉備入主徐州時登場，隨於孔融身旁，後孫策下江東時出現於劉繇軍中，劉繇大敗後在孫策大義之言下歸降孫策，孫策攻打沙㵪時力戰黃忠，在赤壁之戰篇中被偽裝成荊州難民之張遼及鄧艾為首的曹兵所襲擊，和張遼交手並死於劍下。
- 《SD高达世界 三国创杰传》原型为Seed系列的决門高达突击装甲型。
- 《三国杀》 （游卡桌游）：大多形态为吴势力武将，在移动版兵势篇中的太史慈具有很强的作战能力。

## 評價
- 《三國志》載孔融曰：「卿（太史慈）吾之少友也。」
- 《三國志》載劉繇曰：「我若用子義，許子將不當笑我邪？」
- 陈寿《三國志》評曰：「太史慈信義篤烈，有古人之分。」
- 《三國志》引《吳歷》：「（孫）策曰：『太史子義，青州名士，以信義為先，終不欺策。』」
- 《三國志》引《江表傳》：「（孫）策曰：『太史子義雖氣勇有膽烈，然非縱橫之人。其心有士謨，志經道義，貴重然諾，一以意許知己，死亡不相負。』」
- 谢混《宋書·劉敬宣傳》：「人之相知，豈可以一塗限，孔文舉禮太史子義，夫豈有非之者邪！」
- 孙元晏：「圣德招贤远近知，曹公心计却成欺。陈韩昔日尝投楚，岂是当归召得伊。」
- 洪迈《容齋續筆》：「三国当汉、魏之际，英雄虎争，一时豪杰志义之士，礌礌落落，皆非后人所能冀，然太史慈者尤为可称。」
- 郝经：「慈笃于信义，以气相许穿彻，劲挺克复。其言亦田畴辈流也。终委身孙氏，受其驱防，以不能为王爪士咄唶自恨，衔愤以死，其志可哀已。」
- 罗贯中：「矢志全忠孝，东莱太史慈。姓名昭远塞，弓马震雄师。北海酬恩日，神亭酣战时。临终言壮志，千古共嗟咨。」

## 延伸阅读
[在维基数据编辑]
 《三國志/卷49》，出自陳壽《三國志》
 在维基共享资源阅览影像